# Wolfgang Fichte
Wolfgang Fichte (* 24. Januar 1951) ist ein deutscher Jurist und ehemaliger Richter am Bundessozialgericht.

## Leben und Wirken
Fichte studierte Rechtswissenschaften an der Freien Universität Berlin. Anschließend absolvierte er im Bezirk des Kammergerichts sein Referendariat und legte 1976 sein Zweites Staatsexamen ab. 1977 trat er als Landesverwaltungsassessor in den Dienst der Landesversicherungsanstalt Hannover, wechselte aber bereits 1978 in den Höheren Justizdienst von Berlin. Dort wurde er als Richter am Sozialgericht Berlin eingesetzt. Während einer Abordnung als wissenschaftlicher Mitarbeiter an das Bundessozialgericht von 1983 bis 1985 wurde er 1985 von der Universität Göttingen mit der von Harald Bogs betreuten Schrift 	Der Vorrang der Rehabilitation im Sozialrechtsverhältnis zum Dr. iur. promoviert. 1988 wechselte er als Richter an das Landessozialgericht Niedersachsen-Bremen in Celle. Nach der deutschen Wiedervereinigung war Fichte von Oktober 1990 bis 1992 Beauftragter für die Errichtung der Sozialgerichtsbarkeit im Land Sachsen-Anhalt beim Bezirksgericht Magdeburg bzw. Landessozialgericht Sachsen-Anhalt sowie Vorsitzender des dortigen Senats für Sozialrecht. 1993 kehrte er nach Niedersachsen zurück, wo er Vorsitzender Richter am Landessozialgericht wurde. 1995 wechselte er als Richter an das Bundessozialgericht, wo er bis zu seiner Pensionierung 2016 tätig war und zuletzt dem mittlerweile aufgelösten 13. Senat angehörte. Seit seiner Pensionierung ist Fichte als Rechtsanwalt in Felsberg tätig.
Daneben ist Fichte Autor zahlreicher Veröffentlichungen auf dem Gebiet des Sozialrechts, hier insbesondere zum Sozialgerichtsgesetz und zum Sozialverwaltungsverfahren.